# The Boxing Kangaroo
The Boxing Kangaroo er en britisk stumfilm fra 1896 af Birt Acres.